# Jaume Sisa
Jaume Sisa o Sisa (Barcelona, 24 de septiembre de 1948) es un cantautor español, y en menor medida también actor, cuya obra fue escrita en su mayor parte en catalán. Su canción más famosa fue "Qualsevol nit pot sortir el sol" del disco homónimo publicado en 1975, y de la que se han realizado muchas versiones posteriormente. Su obra original en español coincide con el período de su trayectoria en el que residió en Madrid donde fue conocido con el heterónimo Ricardo Solfa. De esta etapa son también la mayoría de sus interpretaciones cinematográficas.
Es también autor de una resemantización del término galáctico, refiriéndose al contenido onírico o surrealista de su obra y de la obra de ciertos cantautores y músicos coetáneos y posteriores de ámbito catalán. Por esta razón es conocido también con el sobrenombre de El cantautor galáctico. A lo largo de su carrera también ha utilitzado los seudónimos Ventura Mestres y Armando Llamado.
Se trata de uno de los iconos de la contracultura undergrond catalana, sobre todo durante las décadas de 1970 y 1980, y de los movimientos artísticos, intelectuales, bohemios y hippies de la Barcelona de la segunda mitad del siglo XX, juntamente con figuras como Pau Riba, Gato Pérez y Jordi Batiste. Posteriormente también se relacionó y tuvo amistad con artistas e intelectuales del resto de España como Javier Krahe, Carlos Cano o Joaquín Sabina. A lo largo de su carrera cultivó géneros musicales tan dispares como el rock progresivo, la copla, el folk, el musical, la canción de autor, la rumba o el bolero. Publicó 30 trabajos discográficos (dos de ellos, recopilatorios), 8 libros, y participó en numerosas producciones de otros artistas, una decena de obras de teatro y una veintena larga de películas y programas de televisión, ya sea como actor, cantante o como compositor de espectáculos y bandas sonoras. Influyó a varias generaciones posteriores de músicos. 
Fue miembro fundador e ideólogo de la Orquestra Plateria y formó parte del colectivo Grup de Folk junto a varios artistas como el propio Pau Riba, Jaume Arnella, Xesco Boix, Oriol Tramvia, Jordi Batiste, Enric Herrera, Ovidi Montllor, y 12 miembros más. Además de su producción como solista, fue uno de los líderes del grupo Música Dispersa, antes de iniciar definitivamente su carrera en solitario. Como actor, colaboró con dramturgoos y cineastas de la talla de Moncho Alupente, Manuel Iborra, Basilio Martín Patino, Luis Garcia Berlanga o Francesc Bellmunt. Pero su colaboración más recordada en el mundo de la dramatúrgia fue con la compañía teatral Dagoll Dagom, con la que creó dos musicales de gran éxito. 

## Biografía

### Infancia y juventud (1948-1967)
Nació en una familia muy humilde, en el barrio barcelonés del Pueblo Seco de Barcelona en 1948. Concretamente en la calle Poeta Cabanyes, en frente de la casa de Joan Manuel Serrat, 5 años mayor que él; desde el comedor de casa le oía ensayar cuando era un niño. 
De joven empezó a frecuentar los ambientes bohemios barceloneses donde entró en contacto con artistas como Jordi Batiste, Arnau Alemany o Enric Herrera. Con este último viajó por Francia donde empezó a realizar pequeñas actuaciones en solitario versionando a Bob Dylan y otros cantantes folk del momento. Desde París, donde vivieron muy precariamente, les surgió la oportunidad de ir a tocar a Túnez. Durante estos viajes entra en contacto con la gran cultura occidental y con el exílio español, empieza a leer autores como Allen Ginsberg, Henry Miller, Albert Camus y Søren Kierkegaard y compone sus primeras canciones. Vuelve a Barcelona en 1967 y conoce a Pau Riba, con quien empezará una relación de amistad, colaboración y admiración mutuas, que duraría ya toda su vida. Serán Riba y Batiste quienes le apadrinarán para que entre a formar parte del colectivo Grup de Folk, a partir del cual se le empezaron a abrir las puertas de la industria cultural catalana.

### Primera etapa en catalán (1968-1985)
En 1968 publicó L'home dibuixat , su primer disco sencillo. Sin embargo, de momento no funcionó mucho. Se vendieron unos mil ejemplares.
Después probó suerte con el efímero conjunto instrumental de música experimental Música Dispersa, con el que sólo publicarían un álbum homónimo en 1970, del que en ese momento se vendieron algunos cientos de ejemplares pero que años después se convirtió en un disco de culto. En 1971 publicaría su primer disco de larga duración (LP), el heterodoxo Orgia. En esa época entra en contacto con gente como Javier Mariscal, Oriol Regàs o los Smash. Sin embargo, y a pesar de haber publicado ya el primer disco, la carrera de Sisa no acaba de arrancar; no salen actuaciones y no encuentra quien quiera representarlo. En 1972 decide alejarse durante un tiempo de la música. Sin embargo, seguirá componiendo.
En 1974 muere su madre, cuando aún no le había llegado el éxito. Es entonces cuando su carrera musical da un gran salto.
A principios de 1975 sale el disco Qualsevol nit pot sortir el sol, que -éste sí- tuvo un éxito inmediato y se convirtió en superventas y en el más reconocido de sus álbumes. La canción que le da nombre se ha convertido en un himno generacional en el ámbito catalanohablante, con miles de ventas, reproducciones digitales y cientos de versiones de otros grupos y músicos. De la noche a la mañana, Sisa se convierte entonces en un personaje famoso y empieza a aparecer en periódicos, revistas, radios y televisiones. El éxito del disco hace que empiecen a salir actuaciones y forma un grupo estable con el que actuará durante los años siguientes y con el que forjará el sonido característico y reconocible de su música.
La prohibición del gobierno civil de la actuación de Sisa en el Festival Canet Rock de ese año convertiría en casi mítica la canción que daba título al álbum cuando los organizadores del festival la hicieron sonar en un escenario vacío y iluminando solo el micrófono. El éxito alcanzado por Sisa hizo que se multiplicaran sus presentaciones en vivo, que pronto trascenderían el ámbito catalán. Al año siguiente pudo participar en la edición de 1976 del Canet Rock.
Galeta Galàctica (1976) refleja el ambiente de las galas que realizaba con banda propia; parte de sus músicos militaban también en la Orquesta Platería, que el propio Sisa había contribuido a formar. Con La Catedral (1977), Jaume Sisa resuelve el reto de concebir su primer disco doble.
La carrera de Sisa da un primer salto en 1979, cuando termina el álbum La màgia de l'estudiant. El artista opta por un tratamiento sonoro más formal, abrigándose de orquestaciones que, a veces, están muy cerca de la canción ligera. Sisa decide también cambiar su directo con la compañía del grupo barcelonés Melodrama, una joven banda de rock eléctrica que el cantante liderará.
En 1980 saca el disco Sisa & Melodrama, presentado como un falso directo donde revisaba parte de su material anterior, aparte de ofrecer algunas composiciones inéditas. Durante el mismo año, Sisa compuso la sintonía del programa infantil de Televisión Española "La Cucafera". El programa, dirigido por Miquel Obiols, tuvo 33 episodios y fue emitido entre 1981 y 1982 por RTVE Cataluña.
Pasada la experiencia eléctrica, Sisa colaborará con la compañía teatral Dagoll Dagom. La relación teatral arranca de 1977, cuando compuso la banda sonora de Antaviana, espectáculo basado en textos de Pere Calders. Sisa volverá a colaborar con Dagoll Dagom componiendo e interpretando las canciones del exitoso espectáculo Noche de San Juan, que girará con la compañía por España, Alemania e Italia durante casi 600 funciones. El espectáculo, que llevó a Sisa a nuevas cuotas de popularidad, tendrá dos versiones discográficas, en catalán y castellano, que se editarán simultáneamente en 1981. De la traducción al castellano se encargaron Jaime Gil de Biedma y Juan Marsé , con quien Sisa empezará una relación artística y de amistad. Durante esa época también establece amistad con Pepe Rubianes, que hasta entonces fue actor de la compañía. 
Ese mismo año, mientras seguían las funciones con Dagoll Dagom, Sisa cocinó con Antoni Miralda, artista conceptual, un proyecto mayormente en castellano titulado Barcelona Postal (1982). El cantante -glosador de escenas barcelonesas ya con anterioridad- solo firmó la canción homónima de ese álbum. El resto de material procedía de los compositores más diversos, tanto en lo que se refiere a los orígenes como a las épocas, como Maurice Chevalier o Stephen Sondheim. 
La voluntad de volver a los orígenes como cantautor empujó a Sisa a hacer el LP Roda la música (1983). Por entonces, el artista ya estaba meditando un nuevo revulsivo en su carrera profesional: su retirada de los escenarios. La despedida de Sisa después de 16 años de actividad creadora se concretó en el doble álbum Transcantautor: última noticia (1984), el poemario Letras Galácticas (1984) y la exposición Memoria Representada. Pero con la desaparición de Jaume Sisa apareció en Madrid un "nuevo" cantante de boleros llamado Ricardo Solfa. 

### Etapa en español (1985-2000)
En 1985 se estableció en Madrid donde intentó hacerse un sitio cantando en castellano con el heterónimo Ricardo Solfa, un nombre que ya había utilizado anteriormente como vocalista de la primera Orquesta Platería. El personaje representaba a un pretendido intérprete de boleros y de canción melódica que habría trabajado toda la vida como músico de cruceros y que decía no saber quién era el tal Jaume Sisa de quien todo el mundo le hablaba. Bajo este alter-ego publicó cuatro trabajos discográficos, se prodigó por platós de televisión y participó como actor de reparto en varias películas de la época, pero ese giro de guion no acabó nunca de ser comprendido por su público de siempre y tampoco logró llegar a mucho público nuevo. A sus 75 años, en una entrevista en Catalunya Ràdio, Sisa admitiría que "Ricardo Solfa fracasó porque vivió una ucronía: no le tocaba estar allí donde estuvo en el momento en que sucedió, y por eso nadie le entendió". 
La presentación del "nuevo" artista se hizo en un concierto en la sala Elígeme de Madrid, el 9 de diciembre de 1986. Ese mismo año ya había colaborado con Joaquín Sabina en un concierto grabado y editado en disco. En este álbum, titulado Joaquín Sabina y Viceversa en directo, interpretaba como Ricardo Solfa el tema Hay mujeres, una canción compuesta por Sabina que al año siguiente fue incluida en el primer disco de Solfa y más tarde en el recopilatorio de autoversiones Bola voladora de 2002. El mismo año 1986 también aparece y pone música en un capítulo dirigido por Luis Eudardo Aute de la película Delirios de amor y en la obra teatral de Moncho Alupente, La reina del Nilo.
Carta a la novia (1987) fue el primer disco de estudio publicado como Ricardo Solfa. Producido y editado por Mario Pacheco, fue presentado en directo con una tanda de conciertos en el teatro Albeniz y contenía diez canciones, entre ellas una versión de Luna de Miel de Theodorakis, popularizada en España por Gloria Lasso y Paloma San Basilio y la canción Delirios de amor aparecida en el cine el año anterior. La mayoría de temas del disco estaban firmados por Armando Llamado, que no era otro que el propio Sisa con un nuevo seudónimo. El mismo año, el Diario 16 otorga a Ricardo Solfa el premio Icaro en la categoría de música.
El segundo trabajo discográfico como Ricardo Solfa fue Cuando tu seas mayor (1988). Con una portada diseñada por Mariscal y con composiciones de Sabina, Alpuente, Dionís Oliver (guitarrista del grupo Melodrama) y del maestro Bardají (además de las de Armando Llamado), era un falso directo que representaba haber sido grabado a bordo de un barco llamado Sea Mirror.
En 1989, Televisión Española emitió La verdadera historia de Ricardo Solfa, una docuficción que pretendía nutrir al vocalista con una biografía inventada, y en la que participaron, entre otros, Martirio y Pablo Carbonell. En 1990 presentó el programa España en solfa también en Televisión Española, a medio camino entre la ficción y el documental sobre temas de música popular. Se emitió en 1991 por La 2 y estuvo compuesto de 12 capítulos. El mismo año colabora con Javier Krahe, Gaston Segura y Quico Pi de la Sierra en la composición de una zarzuela que debía llamarse El Revoltoso, un encargo del Centro Dramático Nacional que nunca llegó a estrenarse.
En 1992 publica Ropa fina en las ruinas, el tercer trabajo discográfico firmado como Ricardo Solfa, esta vez autoproducido por él mismo. Con una portada de Iván Zulueta, se trata de un disco que empieza a alejarse del bolero y la canción melódica, y que vuelve a las sonoridades más propias de los discos de Sisa de los años 80. El mismo año trabaja en la serie televisiva La seducción del caos, dirigida por Basilio Martín Patino.
En 1993 se publica el que será el último trabajo discográfico como Ricardo Solfa, el sencillo Yo quiero un tebeo, pensado como obsequio para los asistentes del 11º Salón Internacional del Cómic de Barcelona. Producido por Marc Grau, Solfa interpreta la canción promocional de la famosa revista infantil, conjuntamente con el músico rosellonés Pascal Comelade y su grupo de intérpretes de instrumentos de juguete, entre los que figuraba también el poeta Enric Casassas. El mismo año aparece en la película Todos a la carcel de Luis Garcia Berlanga y colabora -de nuevo- con la compañía teatral Dagoll Dagom, esta vez componiendo la sintonía de la exitosa serie de televisión Oh, Europa de Televisión de Cataluña.
En 1995 se estrena la película Tiempos mejores de Jorge Grau, protagonizada por Arturo Fernández, con toda la banda sonora original firmada por Jaume Sisa, la cual aparecerá también editada en disco.
Ya preparando el retorno a la escena catalana, editó el libro-disco en castellano El Viajante (1996), firmado de nuevo como Jaume Sisa, pero aún unido a los diversos alter ego que le habían acompañado a lo largo de la carrera (Ricardo Solfa, Armando Llamado y Ventura Mestres, nombre con el que había firmado alguna crítica musical en prensa durante los años 70 y que también aparecía en los créditos de algunos discos de Sisa como comentarista ). El mismo año compone de nuevo para Dagoll Dagom la sintonía de la secuela de la serie Oh Europa, esta vez llamada Oh Espanya. También paritcipa en la 5.ª edición del Festival Internacional de Trovadores y Juglares, que homenajeaba al poeta Miquel Partí i Pol, y en el que estuvo acompañado por Pau Riba y Albert Pla, entre otros cantautores.
En 1997 compone la música del espectáculo Torito Bravo, de la compañía de teatro Txirene, con el que ganó el premio Max de Composición Teatral.

### Segunda etapa en catalán (a partir de 2000)
Una vez cerrada la etapa como Ricardo Solfa, Sisa reaparece de nuevo en Barcelona y en catalán con el disco Visca la llibertat (2000). Fue un regreso muy esperado por su público de siempre. Bola voladora (2002) es el título del siguiente trabajo, una revisión adulterada de clásicos de su repertorio.El siguiente disco de estudio con nuevas canciones fue El congrés dels solitaris (2005). 
En 2006 graba junto con Luis Mendo un disco de homenaje a Vainica Doble, el grupo liderado por Carmen Santonja y Gloria Van Aerssen, que llevaba por título Sisa y Suburbano cantan a Vainica Doble.
En 2008 publica un álbum titulado Ni cap ni peus, producido por el guitarrista y compositor de la banda mallorquina Antònia Font Joan Miquel Oliver. Como resultado de esta colaboración resultan una serie de conciertos junto con todo el grupo isleño a excepción de su cantante, bajo el nombre de Sisa + Acapulco All Stars, iniciándose en el Festival Poparb.
El mismo año 2008 fue el encargado de realizar el pregón de las Fiestas de la Mercè, con un discurso en el que apeló a la Barcelona creativa y mestiza. Este mismo año, Sisa editó un libro llamado Qualsevol nit pot sortir el sol (K Industria), que cuenta con ilustraciones de Sergio Mora, y que está inspirado en esa misma canción. En 2012 fue portavoz de la candidatura Autores Más que Nunca, que aspiraba a presidir la Sociedad General de Autores y Editores (SGAE).
El último disco de estudio de su trayetcoria, autoproducido y editado en 2016, fue Malalts del cel, donde recuperaba colaboradores de la primera época de su carrera musical. Obtuvo el premio de la crítica de la revista Enderrock 2017 al mejor disco del año. Este disco ya no lo llegó a presentar en directo y no se le conocen actuaciones públicas desde entonces. 
Ya retirado definitivamente de los escenarios, en 2019 Sisa reunió en el libro Els llibres galàctics 1966-2018, publicado en Anagrama, toda su producción literaria: letras de canciones, cartas, dietarios y poemas. En 2021 se presenta "L'home dibuixat. Una conversa amb Jaume Sisa", una película documental a modo retrospectivo.
Entre 2020 y 2023 fue colaborador habitual del programa Els matins de Catalunya Ràdio, en Catalunya Ràdio, presentado por Laura Rosel, dentro de la sección llamada L'univers còsmic compartida con Pau Riba (hasta que murió) y con Marina Rossell. A partir de 2022, Joan Miquel Oliver se unió a la sección. En diciembre de 2022 anunció que estaba preparando un nuevo programa radiofónico para Catalunya Ràdio en formato podcast que llevaría el nombre de Radio Galàctica.El programa, en el que el cantautor pinchaba músicas y archivos sonoros de origen y condición muy diversa, se estrenó el 23 de septiembre de 2023 y constaba de una primera temporada de 40 capítulos, de una duración de 50 minutos cada uno y una periodicidad semanal.

## Homenajes
El cantautor granadino Carlos Cano compuso la canción "A Jaume Sisa", incluida en su álbum Forma de ser, de 1994.
La banda catalana Love of Lesbian interpreta en su EP “Nouvelle Cousine Caníbal Vol 2” el tema "Qualsevol nit pot sortir el sol".
A lo largo de su trayectoria ha recibido numerosos premios, como el premio Icaro del Diario 16 en la categoría de música de 1987, el premio Max de composición teatral de 1997, el Premio Enderrock 2017 al mejor disco del año y el Premio de la Crítica de la Asociación Española de Críticos Literários de 2018.
Dado que no había presentado su último disco en directo, un numeroso grupo de artistas y amigos dio un concierto en el Teatre Grec de Barcelona el 20 de julio de 2022 para presentar Malalts del cel (6 años más tarde que se publicara), interpretando todas sus canciones sin él en el escenario (pero presente entre el público). El espectáculo sirvió también de homenaje a su figura. Entre los artistas que participaron destacan Marina Rossell, Roger Mas, David Carabén, María Arnal, Julio Bustamante, Joan Garriga, Guillem Gisbert, La Ludwig Band, Quimi Portet y María Rodés.
El 19 de diciembre de 2022, fue condecorado con la Medalla d'Or al Mèrit Cultural del Ayuntamiento de su Barcelona natal por "su trayectoria como cantante y su contribución en la consolidación de la canción catalana", en una acto presidido por la alcaldesa Ada Colau.
En abril de 2023 se anuncia que le es otorgada la Creu de Sant Jordi por parte de la Generalidad de Cataluña.
En marzo de 2024 recibe el premio Enderrock de Honor, en conmemoración del quincuagésimo aniversario de la publicación del disco Qualsevol nit pot sortir el sol.

## Colaboraciones
En 1986, colabora con Joaquín Sabina en el concierto realizado en el Teatro Salamanca donde Joaquín graba y lanza un nuevo disco en directo,  el Maestro Solfa interpreta el tema "Hay mujeres". Este tema se incluyó, reversionado bajo el nombre de "Mujeres fatal", en el disco de Joaquín Sabina "Esta boca es mía", de 1994.

## El términogaláctico/a
La resemantización del término galáctico/a es considerada la aportación más significativa de Sisa en el campo de las ideas. El término aparece por primera vez en la canción El cabaret galàctic, incluida en el disco Galeta galàctica de Sisa de 1976. A partir de entonces, Sisa empezará a presentarse como “cantautor galáctico”.
Sin embargo, el término en catalán convertido más adelante en un adjetivo genérico del campo de la estética, hará fortuna en el ámbito de la prensa y los medios de comunicación y será utilizado por algunos artistas, periodistas y críticos musicales, también de ámbito español. Algunas veces se ha utilizado como etiqueta para referirse únicamente al estilo musical del propio Sisa, a modo de un género musical imaginario, del que él sería el único exponente. Pero otras veces también se ha utilizado para referirse tanto a la obra de Sisa como a cierto estilo poético y musical de otros artistas coetáneos o posteriores con los que Sisa habría tenido relación artística, o identificables con este mismo imaginario estético.
A partir de la década de los 2000, el término empezará a aparecer en artículos o referencias musicales en catalán totalmente desvinculado de la obra de Sisa e incluso se pueden encontrar referencias de este término referidas a ámbitos no estrictamente musicales.

## Obra

### Obra en español
| Año  | Título                                   | Disciplina                       | Nombre usado                     | Observacions                                               |
| ---- | ---------------------------------------- | -------------------------------- | -------------------------------- | ---------------------------------------------------------- |
| 1978 | Bajo el cielo de Palma                   | Canción suelta                   | Ricardo Solfa                    | Dentro de un disco de la Orquestra Plateria                |
| 1981 | Noche de San Juan                        | Teatro y disco LP                | Jaume Sisa                       | Traducción del catalán de Jaime Gil de Biedma y Juan Marsé |
| 1981 | Tres por cuatro                          | Cine (actor)                     | Jaume Sisa                       | Película de Manuel Iborra                                  |
| 1982 | Barcelona Postal                         | Disco LP                         | Jaume Sisa                       | Canciones en castellano, catalán, inglés y alemán.         |
| 1984 | Letras galácticas                        | Libro                            | Jaume Sisa                       | Edicions del Mall                                          |
| 1986 | Hay mujeres                              | Canción suelta                   | Ricardo Solfa                    | Dentro del disco Joaquín Sabina i Viceversa en directo     |
| 1986 | La reina del nilo                        | Teatro (actor)                   | Ricardo Solfa                    | Obra de Moncho Alpuente                                    |
| 1986 | Delirios de amor                         | Cine (actor)                     | Ricardo Solfa                    | Capítulo dirigido por Luis Eduardo Aute                    |
| 1986 | Caín                                     | Cine (actor)                     | Ricardo Solfa                    | Película de Manuel Iborra                                  |
| 1987 | Carta a la novia                         | Disco LP                         | Solfa / Llamado                  | Producido por Mario Pacheco                                |
| 1987 | Madrid                                   | Cine (actor)                     | Ricardo Solfa                    | Película de Basílio Martín Patino                          |
| 1989 | Cuando tú seas mayor                     | Disco LP                         | Solfa / Llamado                  | Falso directo                                              |
| 1989 | El baile del pato                        | Cine (actor)                     | Ricardo Solfa                    | Película de Manuel Iborra                                  |
| 1991 | España en solfa                          | Televisión (presentador)         | Ricardo Solfa                    | Programa en Televisión Española                            |
| 1992 | Ropa fina en las ruinas                  | Disco LP                         | Ricardo Solfa                    |                                                            |
| 1993 | Yo quiero un tebeo                       | Disco single                     | Ricardo Solfa                    | EP con Pascal Comelade                                     |
| 1993 | Todos a la cárcel                        | Cine (actor)                     | Ricardo Solfa                    | Película de Luis García Berlanga                           |
| 1994 | Don Jaime el Conquistador                | Cine (actor)                     | Ricardo Solfa                    | Película de Antoni Verdaguer                               |
| 1995 | Tiempos mejores                          | Cine (compositor BSO) + disco LP | Sisa / Solfa                     | Película de Jorge Grau                                     |
| 1996 | El Viajante                              | Disco-libro                      | Sisa / Solfa / Llamado / Mestres |                                                            |
| 1996 | Tiene tumbao                             | Canción suelta                   | Jaume Sisa                       | Dentro de un disco de homenaje a Gato Pérez                |
| 1997 | Torito bravo                             | Teatro (música original)         | Jaume Sisa                       | Compañía Txierene                                          |
| 2002 | La seducción del caos                    | Cine (actor)                     | Jaume Sisa                       | Película de Basílio Martín Patino                          |
| 2003 | Quisiera ser poeta, quisiera ser cometa  | Canción suelta                   | Jaume Sisa                       | Álbum de tributo a Gato Pérez                              |
| 2006 | Cantan a Vainica Doble                   | Disco LP                         | Sisa y Suburbano                 |                                                            |
| 2006 | Carbón de ron / El adiós del soldado     | 2 canciones                      | Jaume Sisa                       | A dúo con Marina Rossell                                   |
| 2013 | Adiós a la infancia, un aventi de Mersé  | Teatro (música y actor)          | Jaume Sisa                       | Producción del Teatre Lliure                               |
| 2014 | Murieron por encima de sus posibilidades | Cine (actor)                     | Jaume Sisa                       | Película de Isaki Lacuesta                                 |
| 2017 | Déjame vivir con alegría                 | Canción suelta                   | Jaume SIsa                       | Dentro disco de Tribut a Vainica Doble                     |

### Con el grupo Música Dispersa
| Año de lanzamiento | Título          |
| ------------------ | --------------- |
| 1970               | Música Dispersa |

### Discografía en catalán
| Año de lanzamiento | Título                          | Discográfica    | Observaciones                                                 |
| ------------------ | ------------------------------- | --------------- | ------------------------------------------------------------- |
| 1968               | L'home dibuixat                 | Edigsa          | Sencillo                                                      |
| 1969               | Miniatura                       | Concèntric      | EP compartido con Pau Riba, El Cachas y Albert Batiste        |
| 1971               | Orgia                           | Edigsa          |                                                               |
| 1975               | Qualsevol nit pot sortir el sol | Edigsa/Zeleste  |                                                               |
| 1976               | Galeta galàctica                | Edigsa/Zeleste  |                                                               |
| 1977               | La catedral                     | Edigsa/Zeleste  | Disco doble                                                   |
| 1979               | La màgia de l'estudiant         | Edigsa          |                                                               |
| 1979               | Antaviana                       | Edigsa          |                                                               |
| 1980               | Sisa i Melodrama                | Edigsa          |                                                               |
| 1981               | Nit de Sant Joan                | Edigsa          | Sacó también una versión en español: Noche de San Juan (1981) |
| 1982               | Barcelona postal                | Edigsa          | Proyecto plurilingue                                          |
| 1983               | Roda la música                  | PDI             |                                                               |
| 1984               | Transcantautor                  | PDI             | Disco doble                                                   |
| 1985               | Sisa                            |                 | Recopilatorio                                                 |
| 1994               | Sisa: "El més galàctic"         | PDI             | Recopilatorio                                                 |
| 2000               | Visca la llibertat              | Drac-Virgin     |                                                               |
| 2002               | Bola voladora                   | Drac-Virgin     |                                                               |
| 2005               | Sisa al Zeleste 1975            | Enderrock Discs | En directo                                                    |
| 2005               | El congrés dels solitaris       | Discmei / Blau  |                                                               |
| 2008               | Ni cap ni peus                  | Satélite K      | Con Joan Miquel Oliver, de Antònia Font.[37]                  |
| 2013               | Extra                           | Satélite K      |                                                               |
| 2016               | Malalts del cel                 | Satélite K      |                                                               |

### Otras disciplinas en catalán
| Año  | Título                                       | Disciplina             | Comentarios                      |
| ---- | -------------------------------------------- | ---------------------- | -------------------------------- |
| 1976 | La nova cançó                                | Cine (documental)      | Dirigido por Francesc Bellmunt   |
| 1976 | Canet Rock                                   | Cine (documental)      | Dirigido por Francesc Bellmunt   |
| 1978 | Antaviana                                    | Teatro musical         | Compuso la música y actuó        |
| 1980 | La Cucafera                                  | Televisión (programa)  | Compuso la música, cantó y actuó |
| 1982 | Nit de Sant Joan                             | Teatro musical         | Compuso la música y actuó        |
| 1983 | Èxit (Tricicle)                              | Teatro                 | Compuso la música                |
| 1984 | Lletres Galàctiques                          | Libro                  | Edicions del Mall                |
| 1993 | Oh, Europa (Dagoll Dagom)                    | Televisión (serie)     | Compuso la música                |
| 1996 | Oh, Espanya (Dagoll Dagom)                   | Televisión (serie)     | Compuso la música                |
| 1997 | Actors Gramàtics                             | Libro                  | Coautor con Pau Riba             |
| 2002 | El Gran Gato                                 | Cine (documental)      | Dirigido por Ventura Pons        |
| 2013 | Tan bé que anàvem                            | Libro y obra de teatro | Coaturor con Carles Flavià       |
| 2018 | Sis personatges. Homantge a Tomás Giner.     | Teatro (actor)         | Producción del Teatre Lliure     |
| 2019 | Els Llibres gaslàctics 1966-2018             | Libro                  | Ed. Anagrama                     |
| 2019 | Sisa. Els anys galàctics                     | Libro                  | Norma Editorial                  |
| 2021 | L'home dibuixat. Una conversa amb Jaume Sisa | Cine (documental)      | De Joan Celdran y Àngel Leiro    |